# Gare du Coudray-Montceaux
Gare du Coudray-Montceaux vasútállomás és RER állomás Franciaországban, Le Coudray-Montceaux településen.

## Vasútvonalak
Az állomást az alábbi vasútvonalak érintik:
- Corbeil-Essonnes-Montereau-vasútvonal

## Kapcsolódó állomások
A vasútállomáshoz az alábbi állomások vannak a legközelebb:
- Gare du Plessis-Chenet (Gare de Creil, D RER-vonal)
- Gare de Saint-Fargeau (Gare de Melun, D RER-vonal)

## Lásd még
- Franciaország vasútállomásainak listája
- A RER állomásainak listája